# Gérard Pesson
Gérard Pesson (Torteron, Cher, 17 de enero de 1958) es un compositor francés de música clásica y profesor de composición en el Conservatorio Nacional Superior de Música y de Danza de París. También ha sido productor en France Musique desde 1986, en especial en el programa Boudoirs et autres, que se dejó de emitir en julio de 2014, después de 379 emisiones.

## Biografía
Inicialmente estudió literatura y musicología en la Sorbona, donde leyó una tesis doctoral sobre «Estética de la música aleatoria», antes de entrar en las clases del Conservatorio Nacional Superior de Música y de Danza de París, con Betsy Jolas e Ivo Malec. Obtuvo dos primeros premios en las clases de análisis y composición. En 1986, fundó la revista de música contemporánea «Entretemps». Ese mismo año, se convirtió en productor de «France Musique». 
Pesson obtuvo el Primer premio del Studium Toulouse en 1986 por su obra Les Chants Faëz y fue ganador del concurso la «Opéra autrement» [Ópera de otra manera] por la obra Beau Soir, estrenando una versión de concierto en el Festival de Aviñón de 1989, y a continuación, al año siguiente, una versión escénica en el Festival Música en 1990. Gérard Pesson ganó en 1996 el Premio de Composición Musical Príncipe Pierre de Mónaco. Fue pensionado de la Villa Médicis de octubre de 1990 a abril de 1992.
Gérard Pesson se ha dedicado especialmente desde 1988 a la escena musical, con el coreógrafo Daniel Dobbels para quien crea la música original de sus espectáculos. Sus obras se han interpretadas por numerosos conjuntos y orquestas en Francia y en el extranjero: Ensemble Fa, Ensemble 2e2m, Ensemble Intercontemporain, Ensemble l'Itinerario, Ensemble Modern, Klangforum Wien, Ensemble Recherche, Ensemble Ictus, Alter Ego, Accroche Note, Erwartung, Orquesta Nacional de Lyon Orchestre National d'Ile-de-Francia, Symphonieorchester des Bayerischen Rundfunks etc.
Su ópera Forever Valley, encargada por T&M, con un libreto de Marie Redonnet, se estrenó en abril de 2000 en el Teatro des Amandiers de Nanterre. Su ópera Pastoral, según L'Astrée de Honoré d'Urfé, fue estrenada en Stuttgart en mayo de 2006 en una versión de concierto y luego en Francia, en París, en el Théâtre du Châtelet en 2009 en una versión escénica. Su concierto Future is a faded song fue estrenado el 5 de octubre de 2012 en Zúrich por Alexandre Tharaud al piano y la Orquesta de Zúrich dirigida por Pierre-André Valade.

## Distinciones
- Fue promovido al rango de Comendador de la Orden de las Artes y las Letras el 23 de marzo de 2017.[5]

## Anexo: Catálogo de obras
| Año       | Obra | Tipo de obra                   |
| --------- | --- | ------------------------------ |
| 1983      | Dispositions furtives, para piano                                                                                           | Música para piano              |
| 1985      | Tout doit disparaître, para 4 hautbois, cor et vibraphone                                                                   | Música instrumental            |
| 1986      | Les Chants de Faëz, para piano solista y 11 instrumentos                                                                    | Música instrumental            |
| 1987      | Nocturnes en quatuor, para clarinete, violín, violonchelo y piano                                                           | Música instrumental            |
| 1988      | Dispositions furtives, para 2 pianos amplificados                                                                           | Música para piano              |
| 1988      | Beau Soir, ópera de cámara para cuatro cantantes, un comediante y ensemble                                                  | Ópera                          |
| 1990      | Ciel d'orage, ópera hablada para tres voces, siete instrumentistas y banda                                                  | Ópera                          |
| 1990      | Le Couchant, interludio pour tres cantantes y cinco instrumentistas                                                         | Música vocal                   |
| 1991      | Le Gel, par jeu, para sexteto                                                                                               | Música de cámara               |
| 1991      | Non sapremo mai di questo mi, a partir de un fragmento de Mozart, para flauta, violín y piano                               | Música instrumental (trío)     |
| 1991      | Trois petites études mélancoliques, para piano                                                                              | Música para piano              |
| 1991-1992 | Cinq poèmes de Sandro Penna, para barítono, clarinete bajo, corno, violín y violonchelo (hay versión para barítono y piano) | Música vocal (instrumental)    |
| 1991-1995 | Vexierbilder Rom, tres piezas para piano                                                                                    | Música para piano              |
| 1992      | La vita è come l’albero di Natale, a partir de un fragmento de Claude Debussy, para violín y piano                          | Música instrumental (dúo)      |
| 1992      | Deux mélodies carthaginoises, para barítono y piano                                                                         | Música vocal (piano)           |
| 1993      | Quatuor à cordes n°1 "Respirez, ne respirez plus", para 2 violines, viola y violonchelo                                     | Música instrumental (trío)     |
| 1993-1995 | Récréations françaises, para sexteto                                                                                        | Música de cámara               |
| 1994      | Purple programme, para soprano, clarinete bajo y percussion                                                                 | Música vocal (instrumental)    |
| 1994      | Sur-le-champ, para 4 cantantes y 8 instrumentos                                                                             | Música vocal (instrumental)    |
| 1994      | Ecrit à Qinzhou, para recitante y piano                                                                                     | Música vocal (piano)           |
| 1994-1995 | Mes béatitudes, para piano, violín, viola y violonchelo                                                                     | Música instrumental (cuarteto) |
| 1994-1995 | La lumière n’a pas de bras pour nous porter, para piano                                                                     | Música para piano              |
| 1995      | Un peu de fièvre, para 12 instrumentos                                                                                      | Música instrumental            |
| 1995      | Butterfly le nom, escena lírica para soprano, coro de hombres y pequeña orquesta                                            | Música coral (orquesta)        |
| 1995-1998 | Butterfly’s Note book, para piano                                                                                           | Música para piano              |
| 1996      | Sonate à quatre, para 2 flautas à bec, violín y violonchelo                                                                 | Música instrumental            |
| 1996-1997 | Kein deutscher Himmel, Adagietto de la Quinta Sinfonia de Gustav Mahler. Transcripción para coro mixto.                     | Música coral                   |
| 1997      | Folies d'Espagne, para piano                                                                                                | Música para piano              |
| 1997      | Branle du Poitou, para piano y 8 instrumentos                                                                               | Música instrumental            |
| 1998      | Fureur contre informe, pour un tombeau d’Anatole, para trío de cuerdas                                                      | Música de cámara (trío)        |
| 1998      | Bruissant divisé, para violín y violonchelo                                                                                 | Música instrumental (dúo)      |
| 1998      | Berceuses à bas voltage, para gran orquesta                                                                                 | Música orquestal               |
| 1999      | Cinq chansons, para mezzo-soprano y 5 instrumentos                                                                          | Música vocal (instrumental)    |
| 1998      | Trois études pour orgue baroque                                                                                             | Órgano                         |
| 1997-1998 | Le Grand Quinconce, para gran orquesta                                                                                      | Música orquestal               |
| 1998      | Nebenstück, a partir de la Ballade op. 10, de Johannes Brahms, para clarinete y cuarteto de cuerdas                         | Música instrumental            |
| 1998-1999 | Rebus (pro rebus Harry Vogti), para flauta, clarinete, violon, alto y violonchelo                                           | Música instrumental            |
| 1999-2000 | Forever Valley, ópera para 7 cantantes, comediante y 6 instrumentos                                                         | Música vocal (instrumental)    |
| 2001      | Affûts, para 4 percusionistas                                                                                               | Música instrumental            |
| 2001      | Gigue, para 6 percusionistas                                                                                                | Música instrumental            |
| 2001      | In nomine, para 7 instrumentos                                                                                              | Música instrumental            |
| 2002      | Contra me (miserere), para ensemble vocal e instrumental                                                                    | Música vocal (instrumentos)    |
| 2002      | Aggravations et final, para orquesta                                                                                        | Música orquestal               |
| 2002      | Neige bagatelle, para guitarra, violonchelo y piano                                                                         | Música instrumental (trío)     |
| 2003      | Cassation, para clarinete, trío de cuerdas y piano                                                                          | Música instrumental            |
| 2003      | Vexierbilder II, para piano                                                                                                 | Música para piano              |
| 2004      | Preuve par la neige, para coro                                                                                              | Música coral                   |
| 2004-2005 | Rescousse, para gran ensemble                                                                                               | Música orquestal               |
| 2005      | Wunderblock (Nebenstück II), para acordeón y orquesta                                                                       | Música orquestal               |
| 2006      | Pastorale, para solistas, coro y orquesta                                                                                   | Música orquestal               |
| 2006      | Panorama, particolari e licenza, según Harold en Italia, de Hector Berlioz, para alto, voix d'alto y neuf instrumentos      | Música vocal (instrumental)    |
| 2006      | Instant tonné, para ocho instrumentos                                                                                       | Música instrumental            |
| 2007      | Peigner le vif, para alto y acordeón                                                                                        | Música instrumental            |
| 2007-2010 | Cantate égale pays, para voces solistas, ensemble y electrónica                                                             | Música vocal (electrónica)     |
| 2008      | Quatuor à cordes n.o 2 Bitum                                                                                                | Música instrumental            |
| 2008      | Rubato ma glissando, para conjunto                                                                                          | Música instrumental            |
| 2008      | Ambre nous resterons , para piano                                                                                           | Música para piano              |
| 2009      | Excuse my dust, para piano                                                                                                  | Música para piano              |
| 2009      | Trois pièces pour piano, para piano                                                                                         | Música para piano              |
| 2009      | Paraphernalia, para dos altos                                                                                               | Música instrumental            |
| 2009      | Presque Puzzle, para trio de cuerdas y piano preparado                                                                      | Música instrumental            |
| 2010      | Ne pas oublier coq rouge dans jour craquelé (moments Proust), para violon, violoncelle y piano                              | Música instrumental            |
| 2011      | Étant l'arrière son, para flûte, clarinette, harpe, violon et violoncelle                                                   | Música instrumental            |
| 2011      | Ravel à son âme, para orquesta                                                                                              | Música orquestal               |
| 2011      | No-Ja-Li Interlude Debussy, para piano                                                                                      | Música para piano              |
| 2011      | cage in my car, para piano preparado                                                                                        | Música para piano              |
| 2012      | Noir Dormant (berceuse à bas voltage), para piano                                                                           | Música para piano              |
| 2012      | Future is a faded song, para piano solo y gran orquesta                                                                     | Música orquestal               |

## Discografía
- Mes béatitudes / Mes béatitudes - Nebenstück - Fureur contre informe - Récréations françaises - Cinq Chansons - Bruissant divisé - Rebus / Ensemble Recherche. 1CD æon AECD 0206

- Forever Valley / J. Henry, Ensemble vocal et instrumental, V. Leterme. 1CD Assai 222 322

- Le Gel par jeu / Cinq poèmes de S. Penna - Nocturnes en Quatuor - Sur-le-champ / Ensemble FA, D. My, Quatuor Parisii. 1CD ACCORD 465 798-2
- Dispositions furtives / La Lumière n'a pas de bras pour nous porter - Vexierbilder II - Vexierbilder Rom - Butterfly's note book - Pièces pour piano (3) - Petites études mélancoliques (3) - Dispositions furtives - Folies d'Espagne - Musica Ficta - Excuse my dust / Alfonso Alberti (piano) / 1 CD Col Legno CD20285

- Aggravations et final / Rescousse - Vexierbilder II - Aggravations et final - Cassation - Wunderblock (Nebenstück II) /Teodoro Anzellotti (accordéon), Hermann Kretschmar (piano), WDR Sinfonieorchester Köln, Lucas Vis (direction), Johannes Kalitzke (direction), Ensemble Modern, Brad Lubman (direction) / 1 CD æon AECD0876